# Випуск корисної копалини
Випуск корисної копалини - при видобуванні корисної копалини - технологічна операція послідовного (періодичного) видалення відбитої корисної копалини з очисного простору або акумулюючої ємності (бункери) під дією сили ваги. В. з очисного простору здійснюється на горизонт, який розташований в нижній частині виймкової дільниці через спеціальні виробки – дучки. Розрізняють В. торцевий – В. обваленої руди з очисного простору через торець виробки, яку погашають. 